# Muhammad di Negeri Sembilan
Il colonnello Paduka Sri Tuanku Sir Muhammad Shah ibn al-Marhum Tuanku Antah (Seri Menanti, 25 aprile 1865 – Seri Menanti, 1º  agosto 1933) è stato Yang di-Pertuan Besar di Negeri Sembilan in Malaysia dal 1888 al 1933.

## Biografia

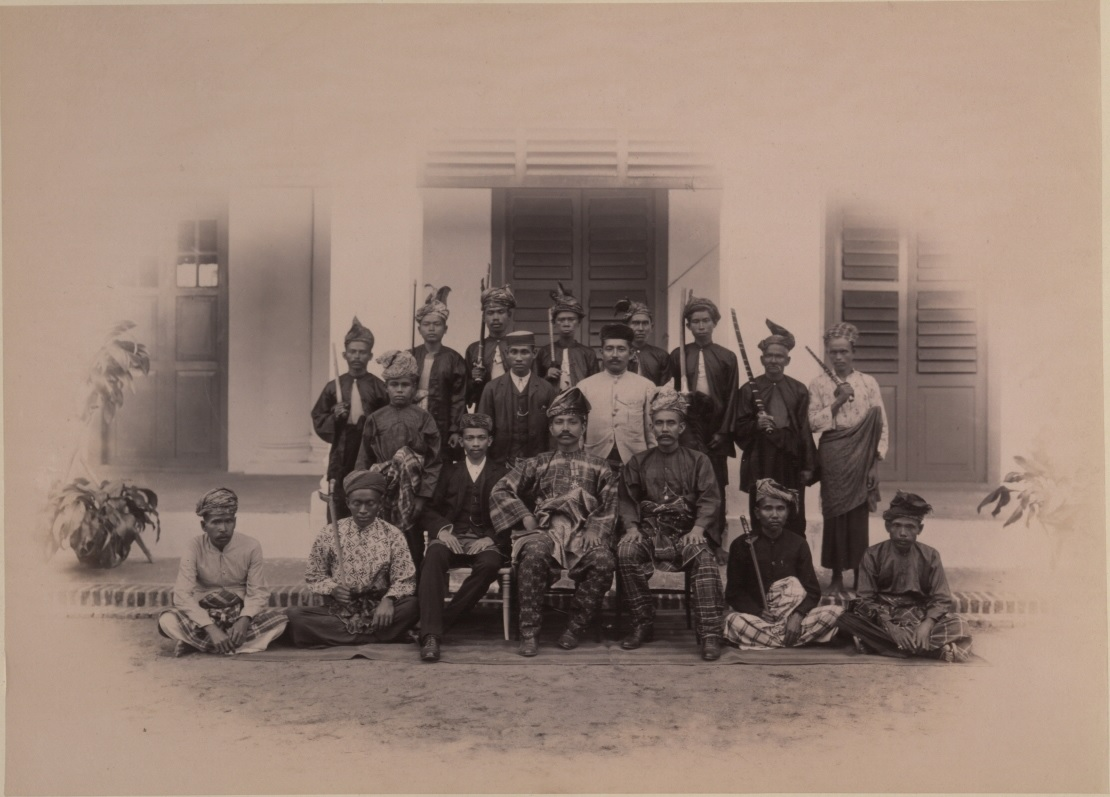
Tuanku Muhammad Shah (seduto al centro) con i suoi assistenti personali nel 1897.

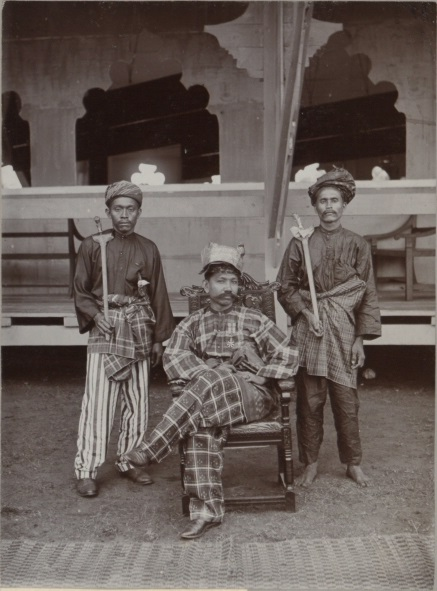
Tuanku Muhammad Shah (seduto) con le sue guardie del corpo nel 1903.

Muhammad di Negeri Sembilan nacque all'Old Istana di Seri Menanti il 25 aprile 1865 ed era figlio maggiore di Tuanku Antah ibni Almarhum Tuanku Radin e della sua prima moglie Cik Halima binti Uggoh. Venne educato presso la English High School di Malacca.
Nel 1870 divenne Tunku Putra e nel 1882 Tunku Besar.
Fu proclamato Yang di-Pertuan Besar il 22 ottobre 1888. Il 18 marzo dell'anno successivo concluse un trattato di amicizia e di protezione con la Corona Britannica. Il 13 luglio 1889 siglò un trattato istitutivo della confederazione di Negeri Sembilan composta da Seri Menanti, Johol, Ulu Muar, Jempol, Terachi, Gunung Pasir, Inas, Rembau e Tampin. Venne formalmente investito l'8 dicembre dello stesso anno presso l'Old Istana di Seri Menanti. Il 28 luglio 1895 con i governanti di Jelebu e Sungei Ujong siglò il trattato istitutivo degli Stati malesi federati. L'8 agosto successivo concluse un accordo che istitutivo della confederazione del Negeri Sembilan composta da Seri Menanti, Johol, Rembau, Sungai Ujong, Jelebu e Tampin.
Si sposò tre volte ed ebbe quattro figli.
Morì all'Istana Besar di Seri Menanti il 1º agosto 1933 e fu sepolto nel cimitero reale della città.